# Pelochyta neuroptera
Pelochyta neuroptera là một loài bướm đêm thuộc phân họ Arctiinae, họ Erebidae.